# Abbas Abubakar Abbas
Abbas Abubakar Abbas (né le 17 mai 1996 dans l'État de Kano au Nigeria) est un athlète bahreïni, d'origine nigériane, spécialiste du 400 m.

## Biographie
En 2012, il finit deuxième sur le 400 mètres au Festival national des sports du Nigeria de cette année. Peu de temps après, il est recruté pour représenter le Bahreïn. Il a alors 16 ans. 
Abbas Abubakar Abbas fait ses débuts pour sa nouvelle nation l'année suivante lors des Championnats du monde d'athlétisme jeunesse où il réalisé un record personnel lors des qualifications avec un temps de 46 s 85. Initialement terminé 3e en finale, il est disqualifié. 
Le 27 septembre 2014, il porte son record, alors qu'il est encore junior, sur 400 m, à 45 s 17 lors des Jeux asiatiques à Incheon pour remporter la médaille d'argent. Il avait remporté la médaille de bronze lors des Championnats du monde juniors en 46 s 20 plus tôt dans la saison. 
Le 4 juin 2015, il termine 4e du 400 m en 46 s 15 lors des Championnats d'Asie d'athlétisme 2015 à Wuhan.
En 2019, il remporte une médaille de bronze aux Championnats du monde d'athlétisme 2019, à Doha.

## Palmarès
| Date | Compétition                   | Lieu         | Résultat | Epreuve       | Temps         |
| ---- | ----------------------------- | ------------ | -------- | ------------- | ------------- |
| 2014 | Championnats du monde juniors | Eugene       | 3e       | 400 m         | 46 s 20       |
| 2014 | Jeux asiatiques               | Incheon      | 2e       | 400 m         | 45 s 62       |
| 2015 | Championnats panarabes        | Madinat 'Isa | 3e       | 400 m         | 46 s 19       |
| 2015 | Jeux mondiaux militaires      | Mungyeong    | 3e       | 400 m         | 45 s 73       |
| 2016 | Championnats d'Asie en salle  | Doha         | 2e       | 400 m         | 46 s 60       |
| 2018 | Jeux asiatiques               | Jakarta      | 7e       | 400 m         | 46 s 41       |
| 2018 | Jeux asiatiques               | Jakarta      | 1er      | 4 x 400 mixte | 3 min 11 s 89 |
| 2019 | Championnats panarabes        | Le Caire     | 1er      | 400 m         | 45 s 90       |
| 2019 | Championnats d'Asie           | Doha         | 2e       | 400 m         | 45 s 14       |
| 2019 | Championnats du monde         | Doha         | 3e       | 4 x 400 mixte | 3 min 11 s 82 |
| 2019 | Jeux mondiaux militaires      | Wuhan        | 1er      | 400 m         | 45 s 84       |

## Records
| Épreuve    | Temps   | Lieu    | Date            |
| ---------- | ------- | ------- | --------------- |
| 200 mètres | 21 s 25 | Plovdiv | 12 juillet 2014 |
| 400 mètres | 45 s 14 | Doha    | 22 avril 2019   |